# 旃檀林
旃檀林，又称旃檀禅林，位于中国安徽九华山九华街西南，为净土宗佛寺，汉族地区佛教全国重点寺院之一。

## 介绍
该寺因有古树旃檀树而命名。它始建于清康熙年间，原为化城寺的一个寮房，后毁。光绪十二年（1886年）定禅和尚重建。该寺为砖木结构，典型汉传佛教寺庙布局，其中供奉西方三圣。内藏古代匾额及碑刻、法器、供器等大量文物。